# Landtagswahlkreis Märkischer Kreis II
Der Landtagswahlkreis Märkischer Kreis II ist ein Landtagswahlkreis in Nordrhein-Westfalen. Er umfasst die Städte Menden (Sauerland), Hemer, Balve, Neuenrade und Plettenberg, die alle dem Märkischen Kreis angehören. Die Wahlkreisnummer beträgt momentan 122.
Bis 2000 bestand der Wahlkreis aus den Städten Halver, Kierspe, Schalksmühle und Lüdenscheid (WK 149). Menden, Hemer, Neuenrade und Balve bildeten damals den Wahlkreis Märkischer Kreis IV, Plettenberg gehörte zum Wahlkreis Märkischer Kreis I.

## Landtagswahl 2022
| Direktkandidat            | Partei   | Erststimmen | Zweitstimmen |
| ------------------------- | -------- | ----------- | ------------ |
| Inge Blask                | SPD      | 30,2 %      | 26,3 %       |
| Matthias Eggers           | CDU      | 41,2 %      | 41,2 %       |
| Sylvia Olbrich            | GRÜNE    | 11,0 %      | 12,4 %       |
| Frank Oberkampf           | FDP      | 7,9 %       | 6,2 %        |
| Udo Förster               | LINKE    | 2,1 %       | 1,5 %        |
| Charalambos Karagiannidis | AfD      | 6,2 %       | 6,3 %        |
|                           | Sonstige | 1,5 %       | 6,0 %        |

Wahlberechtigt waren 99.542 Einwohner, von denen sich 51,6 % an der Wahl beteiligten.

## Landtagswahl 2017
| Direktkandidat      | Partei   | Erststimmen | Zweitstimmen |
| ------------------- | -------- | ----------- | ------------ |
| Inge Blask          | SPD      | 32,7 %      | 30,4 %       |
| Marco Voge          | CDU      | 43,2 %      | 37,3 %       |
| Jörg Pyzalla        | GRÜNE    | 3,1 %       | 3,9 %        |
| Stefan Weige        | FDP      | 9,3 %       | 12,4 %       |
| Andreas Berg        | PIRATEN  | 1,7 %       | 0,8 %        |
| Christoph Diederich | LINKE    | 3,7 %       | 3,3 %        |
| Rainer Schwanebeck  | AfD      | 6,3 %       | 8,4 %        |
| –                   | Sonstige | –           | 3,4 %        |

Neben dem erstmals direkt gewählten Wahlkreisabgeordneten Marco Voge (CDU), der den Wahlkreis nach fünf Jahren von der SPD zurückgewinnen konnte, wurde vorerst kein weiterer Kandidat aus dem Wahlkreis in den Landtag gewählt. Der bisherigen Wahlkreisabgeordneten Inge Blask (SPD) reichte Platz 17 auf der Landesliste ihrer Partei zunächst nicht. Sie rückte jedoch am 19. März 2018 für ihre Parteifreundin Svenja Schulze, die zur Bundesumweltministerin ernannt wurde, wieder in den Landtag nach.

## Landtagswahl 2012
| Direktkandidat      | Partei   | Erststimmen | Zweitstimmen |
| ------------------- | -------- | ----------- | ------------ |
| Wolfgang Exler      | CDU      | 38,3 %      | 30,3 %       |
| Inge Blask          | SPD      | 38,8 %      | 38,6 %       |
| Peter Köhler        | GRÜNE    | 7,3 %       | 8,1 %        |
| Sebastian Kraatz    | FDP      | 4,4 %       | 8,0 %        |
| Thomas Thiesmann    | LINKE    | 2,2 %       | 2,1 %        |
| Marc Schieferdecker | PIRATEN  | 9,0 %       | 8,5 %        |
| –                   | Sonstige | –           | 4,5 %        |

Mit Wolfgang Exler und Inge Blask schickten die beiden großen Parteien bei der vorgezogenen Neuwahl 2012 dieselben Kandidaten wie zwei Jahre zuvor ins Rennen. Auch Peter Köhler von den Grünen kandidierte erneut. Neue Bewerber um ein Direktmandat waren Sebastian Kraatz für die FDP, Thomas Thiesmann für die Linke und Marc Schieferdecker für die Piratenpartei, der im Gegensatz zur Wahl zuvor die nötige Anzahl an Unterstützerunterschriften sammeln konnte. Wahlberechtigt waren 105.625 Einwohner, von denen sich 57,1 Prozent an der Wahl beteiligten.
Am Wahlabend entwickelte sich ein Kopf-an-Kopf-Rennen zwischen Exler und Blask, das fast bis zur Auszählung des letzten Stimmbezirks offenblieb. Am Ende setzte sich Blask mit einem Vorsprung von 281 Stimmen durch und zog damit als direkt gewählte Abgeordnete in den Landtag ein. Exler verlor sein Mandat und schied damit aus dem NRW-Parlament aus. Auch die übrigen Wahlkreiskandidaten zogen nicht in den Landtag ein.
Bei den Zweitstimmen konnte die SPD ebenfalls einen Sieg erringen. Sie erhielt 38,6 Prozent, was etwa auch dem Gesamtergebnis in Nordrhein-Westfalen entsprach. Die CDU lag mit 30,3 Prozent trotz Verlusten über dem Landesergebnis. Drittstärkste Kraft wurden die Piraten mit 8,5 Prozent vor den Grünen (8,1 Prozent) und der FDP (8,0 Prozent). Auf die Linke entfielen 2,2 Prozent der Stimmen.

## Landtagswahl 2010
| Direktkandidat     | Partei   | Erststimmen | Zweitstimmen |
| ------------------ | -------- | ----------- | ------------ |
| Wolfgang Exler     | CDU      | 43,9 %      | 39,1 %       |
| Inge Blask         | SPD      | 35,3 %      | 33,0 %       |
| Markus Sälzer      | FDP      | 5,2 %       | 6,9 %        |
| Peter Köhler       | GRÜNE    | 8,4 %       | 8,8 %        |
| Peter Severin      | LINKE    | 5,3 %       | 5,1 %        |
| ein Kandidat (NPD) | Sonstige | 1,9 %       | 7,3 %        |

Für die CDU trat 2010 Wolfgang Exler aus Menden an, nachdem der bisherige Abgeordnete Hubert Schulte ankündigte, aus gesundheitlichen Gründen nicht erneut zu kandidieren. Exler erhielt auf einer Wahlkreiskonferenz mehr Stimmen als die beiden Mitbewerber. Für die SPD kandidierte die Hemeranerin Inge Blask, die sich ebenfalls in einer Kampfabstimmung gegen den Landtagsabgeordneten Jürgen Antoni durchsetzte. Zum FDP-Kandidaten wurde Markus Sälzer bestimmt, für die Grünen kandidierte Peter Köhler. Beide waren zu diesem Zeitpunkt Fraktionsvorsitzende ihrer Partei im Mendener Stadtrat. Als bisher nicht im Landtag vertretene Parteien schickten Die Linke (Peter Severin) und die NPD (Sascha Hellerfort) Direktkandidaten ins Rennen. Marc Schieferdecker sollte für die Piratenpartei kandidieren, sammelte jedoch nicht genügend Unterstützerunterschriften, so dass er vom Kreiswahlausschuss nicht zugelassen wurden.
Bei der Landtagswahl 2010 hatten die Wahlberechtigten in NRW erstmals zwei Stimmen, von denen die erste dem jeweiligen Direktkandidaten galt. Von den Erststimmen entfielen 43,9 Prozent auf Wolfgang Exler, der den Wahlkreis damit für die CDU verteidigen konnte. Inge Blask kam auf 35,3 Prozent und zog wie die übrigen Wahlkreisbewerber nicht in den Landtag ein. Bei den Zweitstimmen erhielt die CDU 39,1 Prozent (knapp fünf Punkte mehr als im Landesschnitt), für die SPD stimmten 33,0 Prozent der Wähler (rund 1,5 Prozentpunkte weniger als im gesamten Wahlgebiet). Die Grünen erreichten 8,8 Prozent, die FDP 6,9 Prozent und die Linke 5,1 Prozent. Die Wahlbeteiligung betrug 56,3 Prozent bei 106.577 Wahlberechtigten.

## Landtagswahl 2005
| Direktkandidat  | Partei   | Stimmen |
| --------------- | -------- | ------- |
| Jürgen Antoni   | SPD      | 33,2 %  |
| Hubert Schulte  | CDU      | 50,8 %  |
| Olaf Stracke    | FDP      | 6,5 %   |
| Dietrich Maurer | GRÜNE    | 3,7 %   |
| fünf Kandidaten | Sonstige | 5,7 %   |

Der Landtagsabgeordnete Hubert Schulte aus Menden kandidierte für die CDU und erreichte mit über 17 Prozentpunkten Vorsprung das Direktmandat. SPD-Kandidat war zum zweiten Mal der Balver Jürgen Antoni, der über die Reserveliste 2009 für Michael Groschek in den Landtag nachrückte. Die anderen Kandidaten für ein Direktmandat zogen nicht in den Landtag ein. Der Hemeraner Egbert Geiecke wollte im Wahlkreis Märkischer Kreis II als Kandidat der Republikaner antreten. Aufgrund von Ungereimtheiten bei den Unterstützungsunterschriften wurde der Vorschlag allerdings nicht zugelassen und die Republikaner standen ohne Direktkandidaten auf dem Wahlzettel. Wahlberechtigt waren 107.564 Einwohner. Die Wahlbeteiligung lag bei 60,5 Prozent.